# Медовики
Медовики (лат. Mellinus) — род песочных ос из подсемейства Mellininae.

## Распространение
Неарктика. Неотропика. Палеарктика. Ориентальная область. В Европе 2 вида. Для СССР указывалось 2 вида.

## Описание
Среднего размера стройные осы (10—15 мм). Брюшко стебельчатое. Тело чёрное с жёлтыми или беловатыми пятнами. Гнездятся в земле, часто глубокие (до 50 см). Ловят мух.

## Систематика
Около 15 рецентных видов и 1 ископаемый.

### Виды Европы
- Mellinus arvensis (Linnaeus, 1758)
- Mellinus crabroneus (Thunberg, 1791)
- Другие виды